# Scio (CDP, New York)
Pour les articles homonymes, voir Scio (homonymie).
Scio est une census-designated place du comté d'Allegany, dans l'État de New York, aux États-Unis,,. En 2020, elle compte une population de 525 habitants.